# Estación Brazo Largo
Brazo Largo es una estación de ferrocarril ubicada en el paraje homónimo del departamento Islas del Ibicuy, provincia de Entre Ríos, República Argentina.

## Servicios
Pertenece al Ferrocarril General Urquiza en el ramal que une las estaciones de Federico Lacroze, en la Ciudad Autónoma de Buenos Aires y Posadas, en la provincia de Misiones. La red de carga es operada por la empresa estatal Trenes Argentinos Cargas.

## Galería

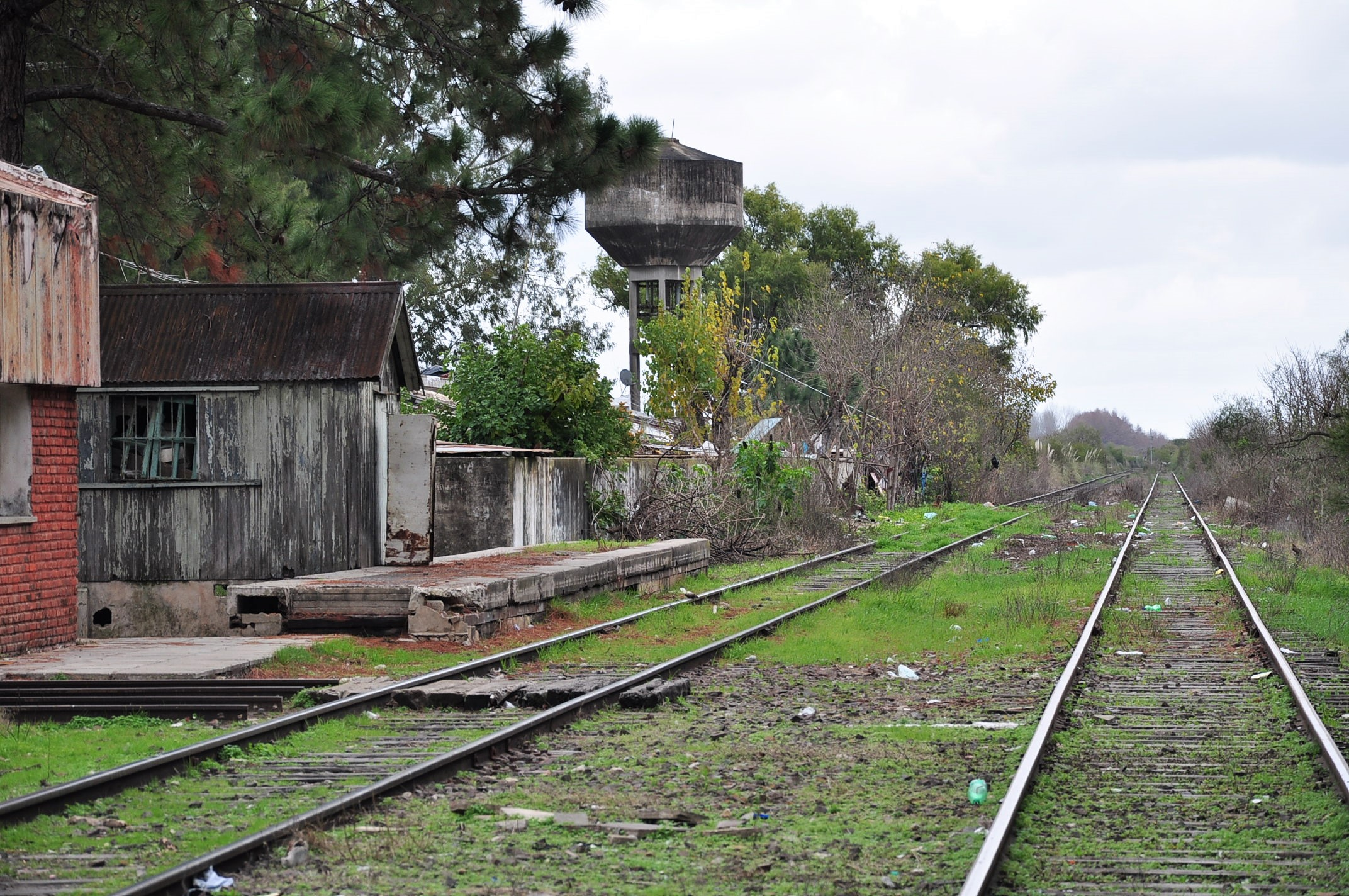
La estación Brazo Largo parece abandonada
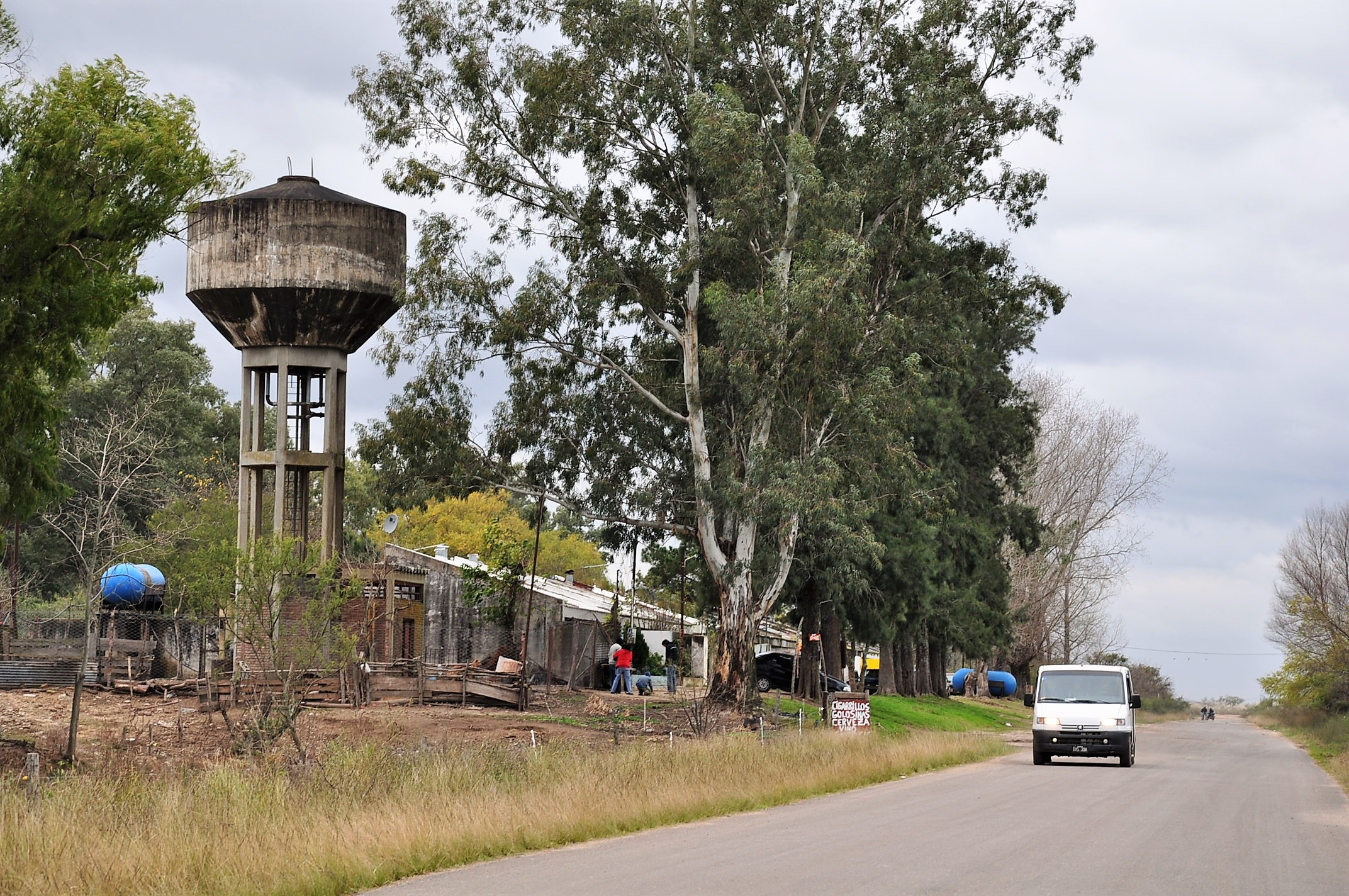
El paraje Estación Brazo Largo al lado de la vieja Ruta Nacional 12